# Penelope Delta
Penelope Delta (Alessandria d'Egitto, 24 aprile 1874 – Atene, 2 maggio 1941) è stata una scrittrice greca di libri per ragazzi.
Estremamente famosa in Grecia, è diventata anche il simbolo della rivalutazione della lingua parlata, il dhimotikì e della cultura greca.

## Biografia
Figlia del commerciante di cotone e influente politico Emmanuïl Benakis, nacque nel 1874 ad Alessandria d'Egitto, dove visse per gran parte della sua vita. Era la sorella di Antonios Benakis, collezionista d'arte e fondatore del museo Benaki. Nel 1882 la famiglia lasciò l'Egitto e si stabilì in Grecia. Nello stesso anno sposò Stéfanos Delta, in un matrimonio deciso dai suoi genitori in base agli interessi commerciali della famiglia.
Dopo la guerra greco-turca (1897), la famiglia Delta tornò ad Alessandria d'Egitto e fu lì, nel 1905, che si verificò l'evento che segnerà il resto della sua vita: incontrerà il suo grande amore, Ion Dragumis, che allora era viceconsole di Alessandria. Con Ion Dragumis, oltre all'amore platonico, condivise l'amore per la patria, una visione sul futuro della Grecia e un punto di vista che ha reso i bulgari i nemici ancestrali della nazione greca. Infatti, la questione della Macedonia, la disputa tra greci e bulgari su questo territorio, diventerà uno degli elementi chiave del suo lavoro.
La relazione con Ion Dragumis terminò nel 1908. Da quel momento in poi, e fino alla sua morte, Penélope Delta vestirà di nero.
Nel 1912, dopo aver vissuto sette anni a Francoforte, la famiglia Delta tornò ad Alessandria, città che lascerà definitivamente nel 1916 per stabilirsi ad Atene. Lì si troverà in mezzo agli scontri mortali tra i sostenitori di Eleftherios Venizelos (i liberali) e i realisti, che perseguitano e arrestano il padre di Penelope, allora sindaco di Atene (era anche ministro e deputato venizelista). In quegli anni fu molto attiva nell'aiuto dei greci che si trovavano in Macedonia orientale e che avevano deciso di rientrare in Grecia. Questo suo forte spirito patriotico fu evidente lungo tutta la sua vita sia nell'azione civile che nei suoi romanzi.
Nel 1925 iniziarono a comparire i primi sintomi di paralisi degli arti inferiori, che la costringeranno a vivere immobilizzata su una sedia, finché il 27 aprile 1941, giorno in cui le truppe tedesche entrarono ad Atene, decise di prendere una dose letale di veleno che causerà la morte cinque giorni dopo.
Penelope Delta è la bisnonna di Antōnīs Samaras, Primo Ministro della Grecia dal 20 giugno 2012 al 26 gennaio 2015.

## Temi trattati
Penelope Delta è la prima autrice di opere rivolte ai ragazzi nella letteratura neogreca e, senza dubbio, un punto di riferimento nel genere, come dimostrano le continue riedizioni delle sue opere e, soprattutto, la presenza del suo nome tra i lettori greci, più anziani e tra i più giovani.
L'idea di dedicarsi alla letteratura per ragazzi risponde all'esigenza di offrire ai bambini greci libri interessanti e divertenti, scritti in un linguaggio per loro semplice e comprensibile. Naturalmente ciò ha comportato l'uso della lingua popolare, il dhimotikì, di cui è ferma sostenitrice, in contrapposizione alla lingua pura, katharevousa. Conobbe e collaborò infatti con la maggior parte dei demoticisti dell'epoca: Kostis Palamas, Argiris Eftaliotis, Manolis Triantafyllidis, Yánnis Psycháris, ecc.
Ma il suo obiettivo principale è far conoscere ai bambini le pagine più luminose della storia della Grecia e trasmettere loro l'amore per la patria. Pertanto, gran parte della sua opera può essere considerata un romanzo storico per ragazzi, incentrato fondamentalmente su due temi: Bisanzio e la Macedonia.

## Riconoscimenti
- Nel 2024, per commemorare i 150 anni della sua nascita, viene emessa una moneta commemorativa da 2€ che la raffigura.

## Opere famose
- Racconto senza nome (1910)
- Al tempo dei Matabúrgaros (1911)
- Toni lo sconcertato (1932)
- Bribón (1935)
- Nei segreti della palude (1937)